# Liste von Pfauenbrunnen
In dieser Liste sind Pfauenbrunnen aufgeführt, also Brunnen im öffentlichen Raum, die Pfaue zum Thema haben.

## Deutschland
| Bezeichnung                    | Bild           | Standort                                      | Bundesland          | Künstler                  | Errichtung Einweihung | Weitere Informationen |
| ------------------------------ | -------------- | --------------------------------------------- | ------------------- | ------------------------- | --------------------- | --- |
| Pfauenbrunnen (Bad Sassendorf) | weitere Bilder | Bad Sassendorf, am Eingang zum Kurpark (Lage) | Nordrhein-Westfalen | Wolfgang Kreutter         | 1982                  | Siehe auch Liste von Kunstwerken im öffentlichen Raum in Bad Sassendorf                                                                        |
| Pfauenbrunnen (Berlin)         | weitere Bilder | Berlin-Mitte, Alexanderstraße 75 (Lage)       | Berlin              | Margit Schötschel-Gabriel | 1979                  | Siehe auch Margit Schötschel-Gabriel#Werke (Auswahl)                                                                                           |
| Sprichwörterbrunnen            | weitere Bilder | Werne, Bonnenstraße / Am Steinhaus (Lage)     | Nordrhein-Westfalen | Werner Klenk              | 1989                  | Bronzebrunnen mit Skulpturen, die Sprichwörter und Lebensweisheiten darstellen; siehe auch Liste von Kunstwerken im öffentlichen Raum in Werne |
| Pfauenbrunnen (Wolfsburg)      |                | Wolfsburg, Stadtmitte (Wolfsburg)             | Niedersachsen       |                           |                       | |

## Weitere
| Bezeichnung                  | Bild           | Standort                                             | Staat  | Künstler      | Errichtung Einweihung | Weitere Informationen |
| ---------------------------- | -------------- | ---------------------------------------------------- | ------ | ------------- | --------------------- | --------------------- |
| Pfauenbrunnen (Kisújszállás) | weitere Bilder | Kisújszállás, Rákóczi utca / Deák Ferenc utca (Lage) | Ungarn | Sándor Czobor | 2003                  |                       |
| Pfauenbrunnen (Mezőkövesd)   | weitere Bilder | Mezőkövesd, Mátyás király utca (Lage)                | Ungarn | Várady Sándor | 1988                  |                       |